# Copa del Mundo de Combinada Nórdica

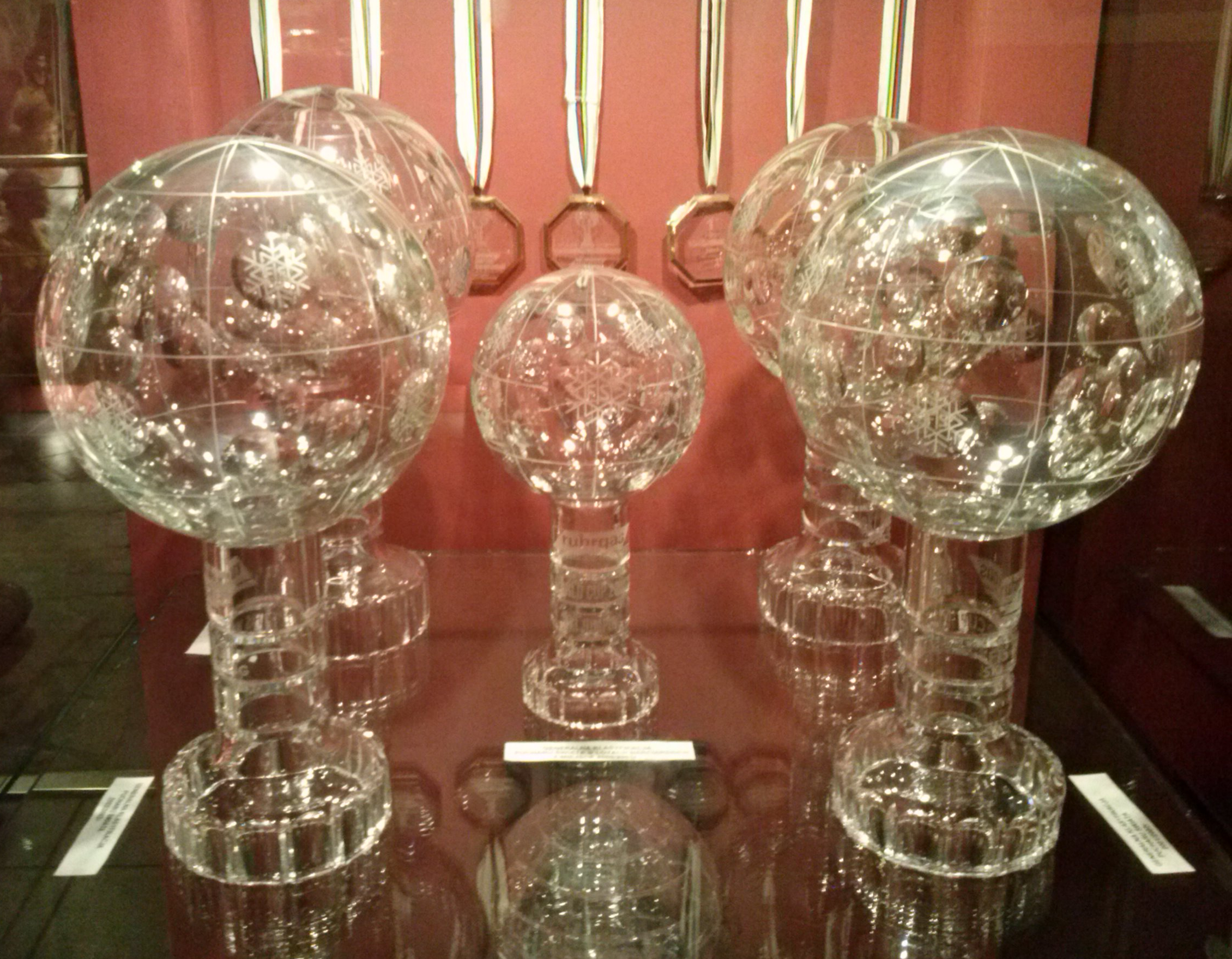
FIS World Cup

La Copa del Mundo de Combinada Nórdica es una competición organizada por la Federación Internacional de Esquí que ocupa toda la temporada de este deporte, aproximadamente de finales de noviembre a finales de marzo. Comenzó en la temporada 1983-84 para varones y desde 2021 para mujeres.

## Ganadores
| Temp.   | Hombres             | Mujeres             |
| ------- | ------------------- | ------------------- |
| 1983/84 | Tom Sandberg        | –                   |
| 1984/85 | Geir Andersen       | –                   |
| 1985/86 | Hermann Weinbuch    | –                   |
| 1986/87 | Torbjørn Løkken     | –                   |
| 1987/88 | Klaus Sulzenbacher  | –                   |
| 1988/89 | Trond-Arne Bredesen | –                   |
| 1989/90 | Klaus Sulzenbacher  | –                   |
| 1990/91 | Fred B. Lundberg    | –                   |
| 1991/92 | Fabrice Guy         | –                   |
| 1992/93 | Kenji Ogiwara       | –                   |
| 1993/94 | Kenji Ogiwara       | –                   |
| 1994/95 | Kenji Ogiwara       | –                   |
| 1995/96 | Knut T. Apeland     | –                   |
| 1996/97 | Samppa Lajunen      | –                   |
| 1997/98 | Bjarte E. Vik       | –                   |
| 1998/99 | Bjarte E. Vik       | –                   |
| 1999/00 | Samppa Lajunen      | –                   |
| 2000/01 | Felix Gottwald      | –                   |
| 2001/02 | Ronny Ackermann     | –                   |
| 2002/03 | Ronny Ackermann     | –                   |
| 2003/04 | Hannu Manninen      | –                   |
| 2004/05 | Hannu Manninen      | –                   |
| 2005/06 | Hannu Manninen      | –                   |
| 2006/07 | Hannu Manninen      | –                   |
| 2007/08 | Ronny Ackermann     | –                   |
| 2008/09 | Anssi Koivuranta    | –                   |
| 2009/10 | Jason Lamy-Chappuis | –                   |
| 2010/11 | Jason Lamy-Chappuis | –                   |
| 2011/12 | Jason Lamy-Chappuis | –                   |
| 2012/13 | Eric Frenzel        | –                   |
| 2013/14 | Eric Frenzel        | –                   |
| 2014/15 | Eric Frenzel        | –                   |
| 2015/16 | Eric Frenzel        | –                   |
| 2016/17 | Eric Frenzel        | –                   |
| 2017/18 | Akito Watabe        | –                   |
| 2018/19 | Jarl M. Riiber      | –                   |
| 2019/20 | Jarl M. Riiber      | –                   |
| 2020/21 | Jarl M. Riiber      | Tara Geraghty-Moats |
| 2021/22 | Jarl M. Riiber      | Gyda W. Hansen      |
| 2022/23 | Johannes Lamparter  | Gyda W. Hansen      |
| 2023/24 | Jarl M. Riiber      | Ida M. Hagen        |
| 2024/25 | Vinzenz Geiger      | Nathalie Armbruster |

## Máximos ganadores

### Hombres
Los esquiadores con tres o más copas del mundo:
| Nombre              | Años con victorias | Total |
| ------------------- | ------------------ | ----- |
| Eric Frenzel        | 2013-17            | 5     |
| Jarl Magnus Riiber  | 2019-24            | 5     |
| Hannu Manninen      | 2004-07            | 4     |
| Kenji Ogiwara       | 1993-95            | 3     |
| Ronny Ackermann     | 2001-08            | 3     |
| Jason Lamy-Chappuis | 2010-12            | 3     |